# Synagogue de Gênes
La synagogue de Gênes, inaugurée en 1935, est située via Bertora à Gênes. C'est avec les synagogues de Trieste, Rome et Livourne l'une des quatre grandes synagogues monumentales du XXe siècle en Italie et avec la petite synagogue orthodoxe de Rijeka (aujourd'hui en Croatie) l'un des exemples de synagogues italiennes construites à l'époque fasciste.

## Histoire
Une communauté de juifs génois remonte au haut Moyen Âge. Cassiodore raconte comment entre 507 et 511, Théodoric le Grand « empêcha les Juifs de Gênes d'agrandir la synagogue existante et les força à se borner à la réparer ; dans ces mêmes années, Théodoric confirma aux Juifs de Gênes le droit de se conformer à leurs lois dans le domaine religieux même lorsqu'elles contredisaient la législation générale ».
De petits groupes de Juifs étaient présents à Gênes surtout à partir de 1658, lorsque la ville devint un port franc. Dans les zones qui leur sont assignées comme ghetto, trois petits oratoires se succèdent, aujourd'hui disparus : in vico del Campo, in piazza dei Tessitori et près des murs de Malapaga. Au début du XXe siècle, le développement industriel produit une croissance démographique rapide ; en quelques années, plus de 2 500 Juifs arrivèrent dans la cité ligure. La communauté juive de Gênes souhaite alors se doter d'un édifice monumental, digne du statut et du prestige de la ville. C'est la plus grande synagogue construite en Italie pendant la période fasciste, en 1935.
La conception de la synagogue a été confiée à l'architecte Francesco Morandi qui a conçu une structure massive et carrée en béton armé, surmontée d'un grand dôme central et de quatre demi-dômes d'angle. De hautes fenêtres à fentes s'ouvrent sur les murs. Sur la façade se trouve le grand portail surmonté d'une lunette avec l'image peinte des Tables de la Loi et l'inscription en hébreu :  « Car ma maison sera appelée la maison de prière de tous les peuples » (Is 56,7). Au-dessus du portail se trouve une immense rosace sur laquelle est représentée l'étoile de David.
L'intérieur a la forme d'un vaste amphithéâtre, avec deux hautes galeries féminines semi-circulaires. Le point focal est donné par l'aron avec la bimah devant. Tous les meubles sont modernes. En 1959, trois vitraux ont été posés, œuvre d'Emanuele Luzzati, représentant les emblèmes des douze tribus d'Israël et la menorah.
La synagogue est actuellement utilisée comme siège de la communauté juive de Gênes.

## Le raid du 3 novembre 1943
Pendant la Seconde Guerre mondiale, sous l'occupation nazie, la synagogue de Gênes a été le théâtre d'un des événements les plus tragiques de l'Holocauste en Italie. Le 3 novembre 1943, les troupes SS ont fait irruption dans la synagogue et ont forcé le gardien Bino Polacco sous la menace de mort pour ses enfants à convoquer des membres de la communauté pour une prétendue réunion dans la synagogue. Pour ceux qui sont tombés dans le piège et se sont présentés au rendez-vous, il n'y avait pas d'échappatoire. Finalement, une cinquantaine de Juifs furent ainsi capturés et envoyés à Auschwitz, où ils moururent. Parmi eux, le grand rabbin de l'époque Riccardo Pacifici et le gardien Bino Polacco, avec sa famille, dont ses enfants de 2 et 4 ans. Une stèle de marbre, placée à l'extérieur de l'édifice, rappelle, aujourd'hui, les 301 juifs génois morts, victimes des déportations nazi-fascistes.

## Galerie d'images

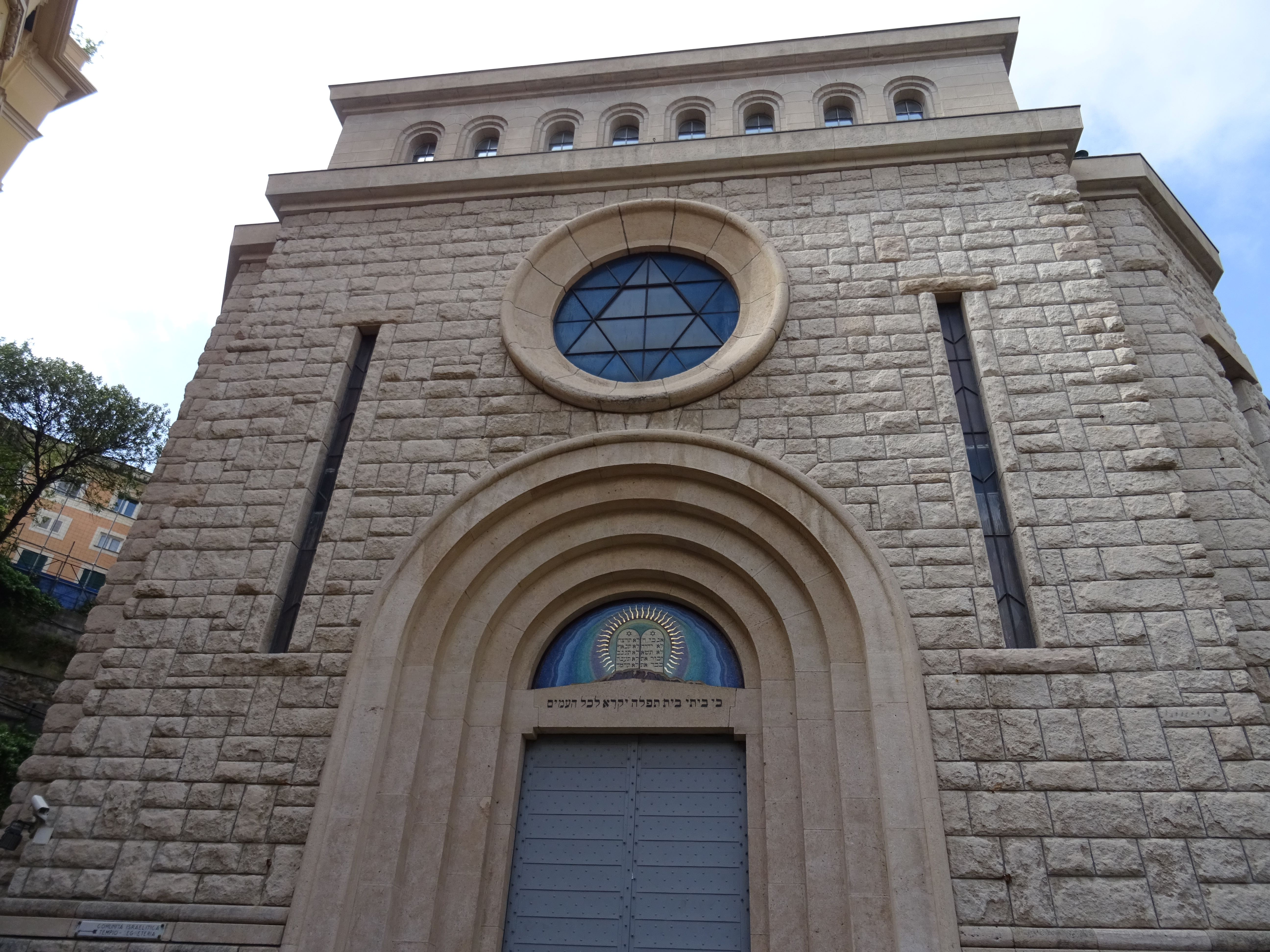
Entrée
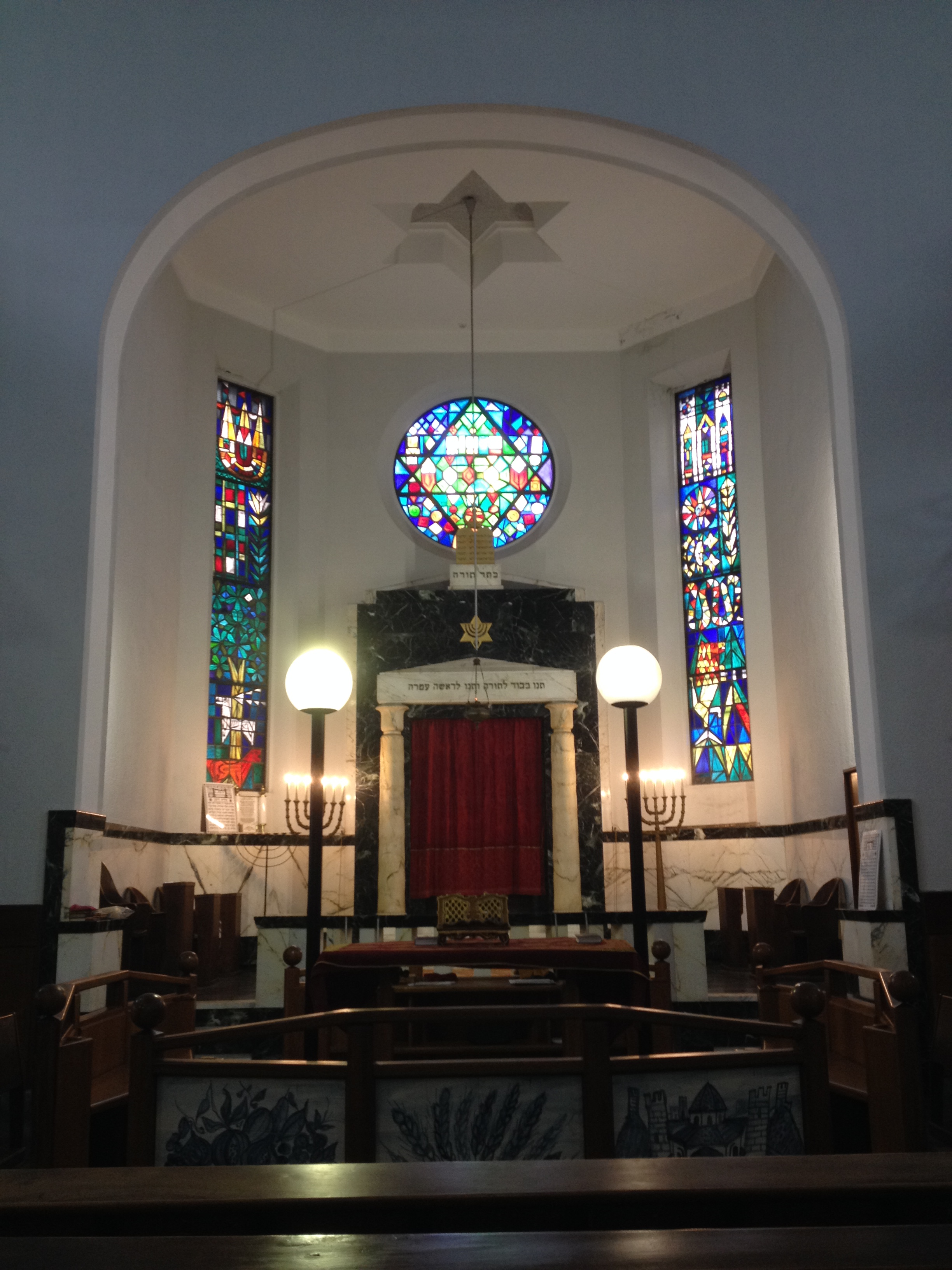
Intérieur
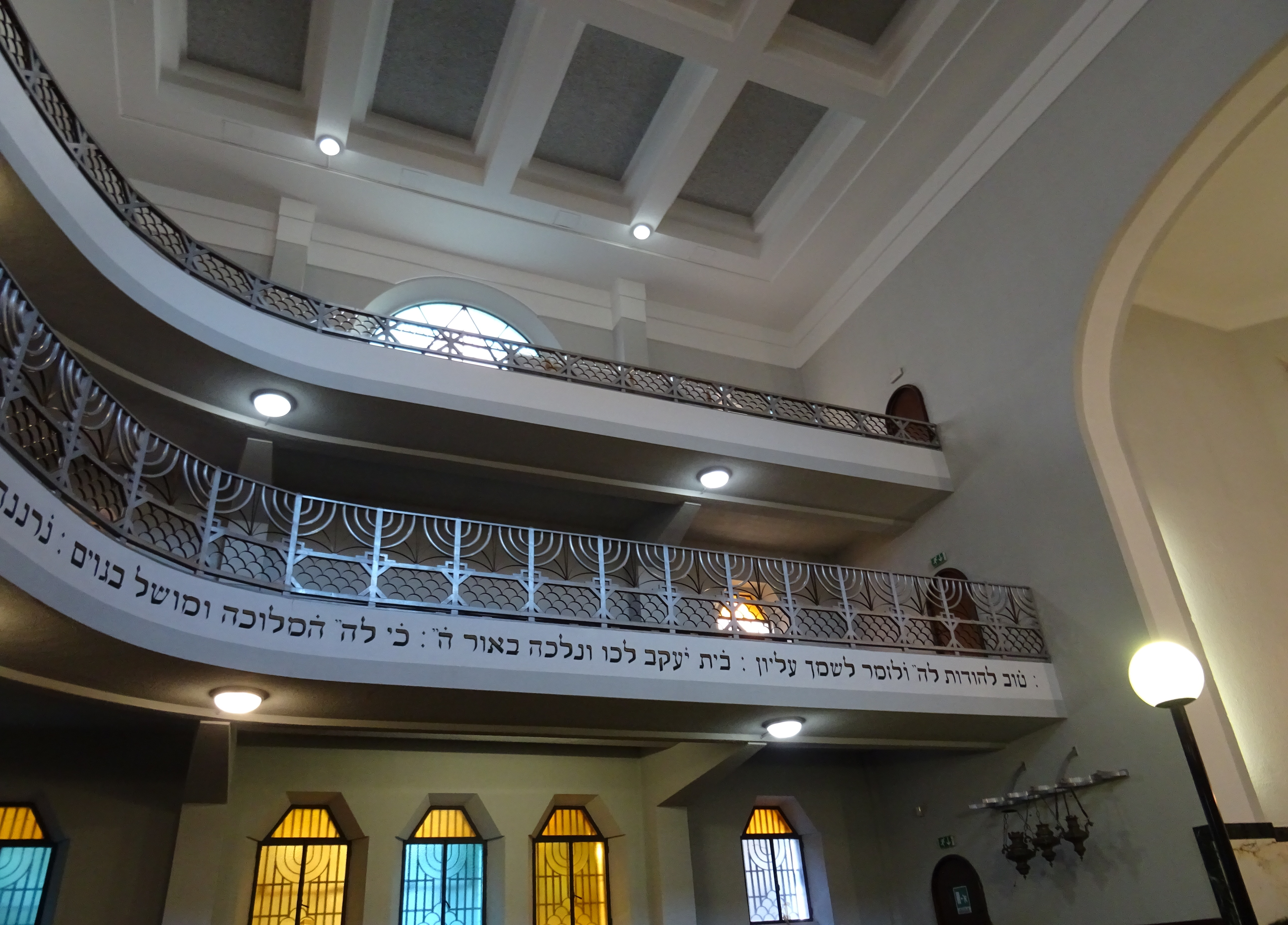
Galerie des femmes
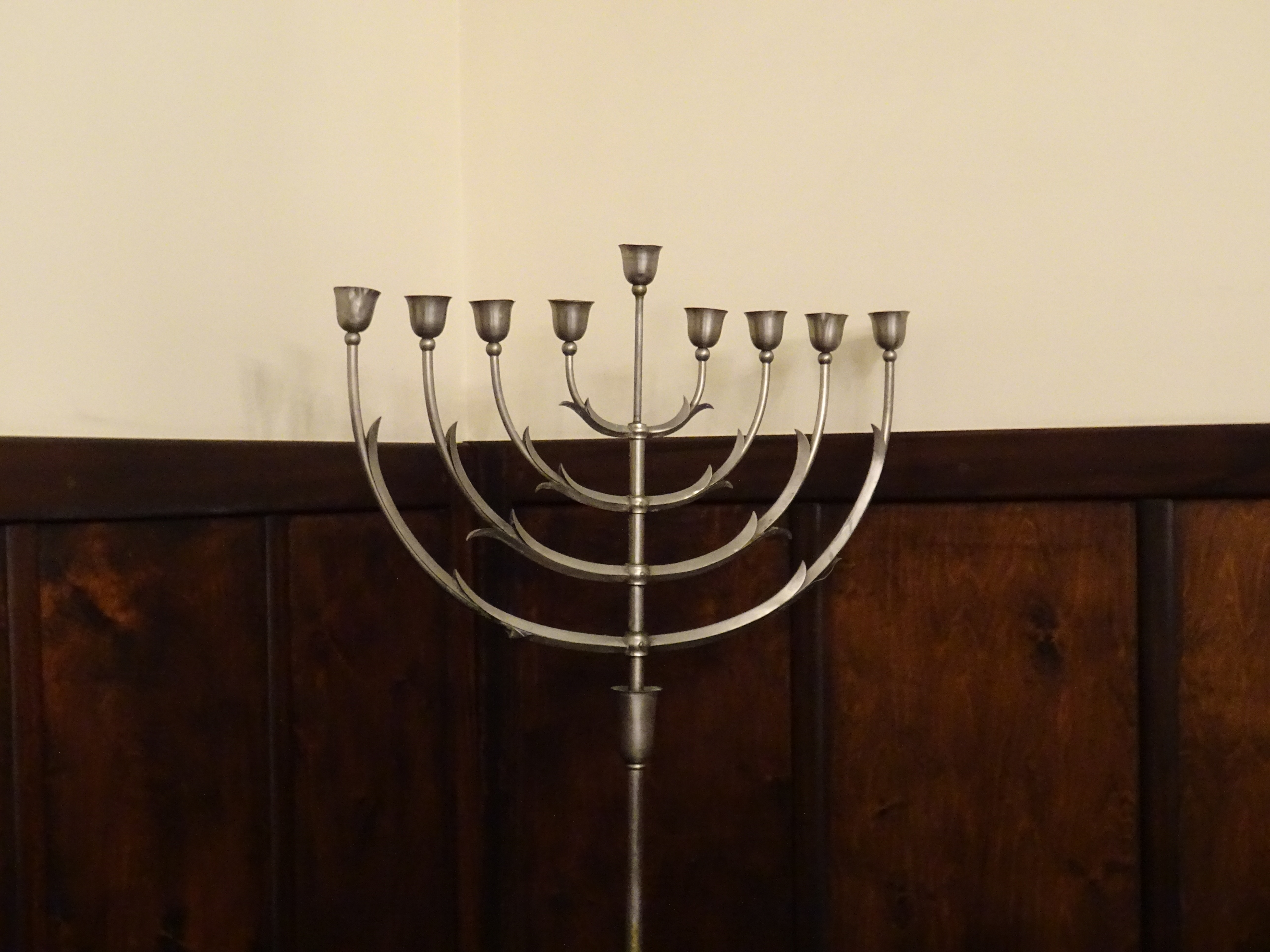
Menorah
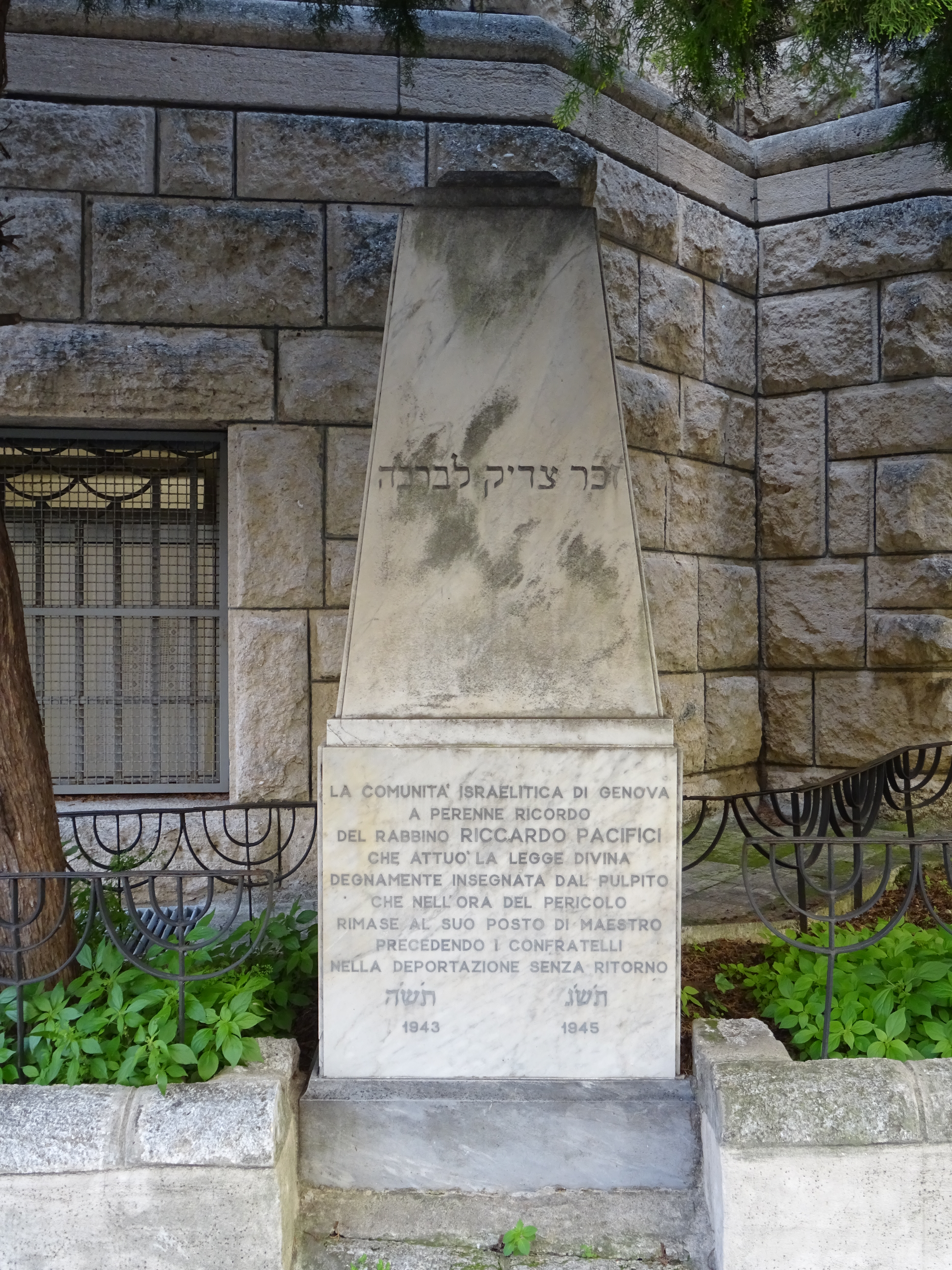
Plaque à la mémoire du rabbin Riccardo Pacifici